# DuMonde
DuMonde – grupa tworząca muzykę trance. W skład tej grupy wchodzą DJ JamX (Jürgen Trudne Hat) i DJ De Leon (Dominik De Leon).

## Historia
Duet został utworzony w roku 1997. Początkowo artyści używali nazwy JamX And De Leon, którą zmienili na DuMonde. Zasłynęli utworami: See The Light (1999) i Just Feel Free (2000) oraz Never Look Back (2001). Duet również grał na dużych imprezach takich jak, Trance Energy, Q-Base, Nature One, Street Parade, oraz wiele innych.

### Albumy
- DuMonde – On Stage (2004)
- DuMonde – The Mixes Volume 01
- DuMonde – A Decade (2007)